# داورنوگومده

داورنوگومده شهری در شهرستان سیگله در استان بولکیمده در بورکینافاسوی غربی مرکزی است جمعیت آن ۶۶۰ نفر است.